# KV1
KV1位於埃及帝王谷，是第二十王朝法老拉美西斯七世的墓地。它雖在古代便被發現，但到1984、85年才由愛德溫·布洛克調查、挖掘。
KV1位於樂蜀西岸，與第二十王朝的其他墓葬相比規模較小。

## 佈局

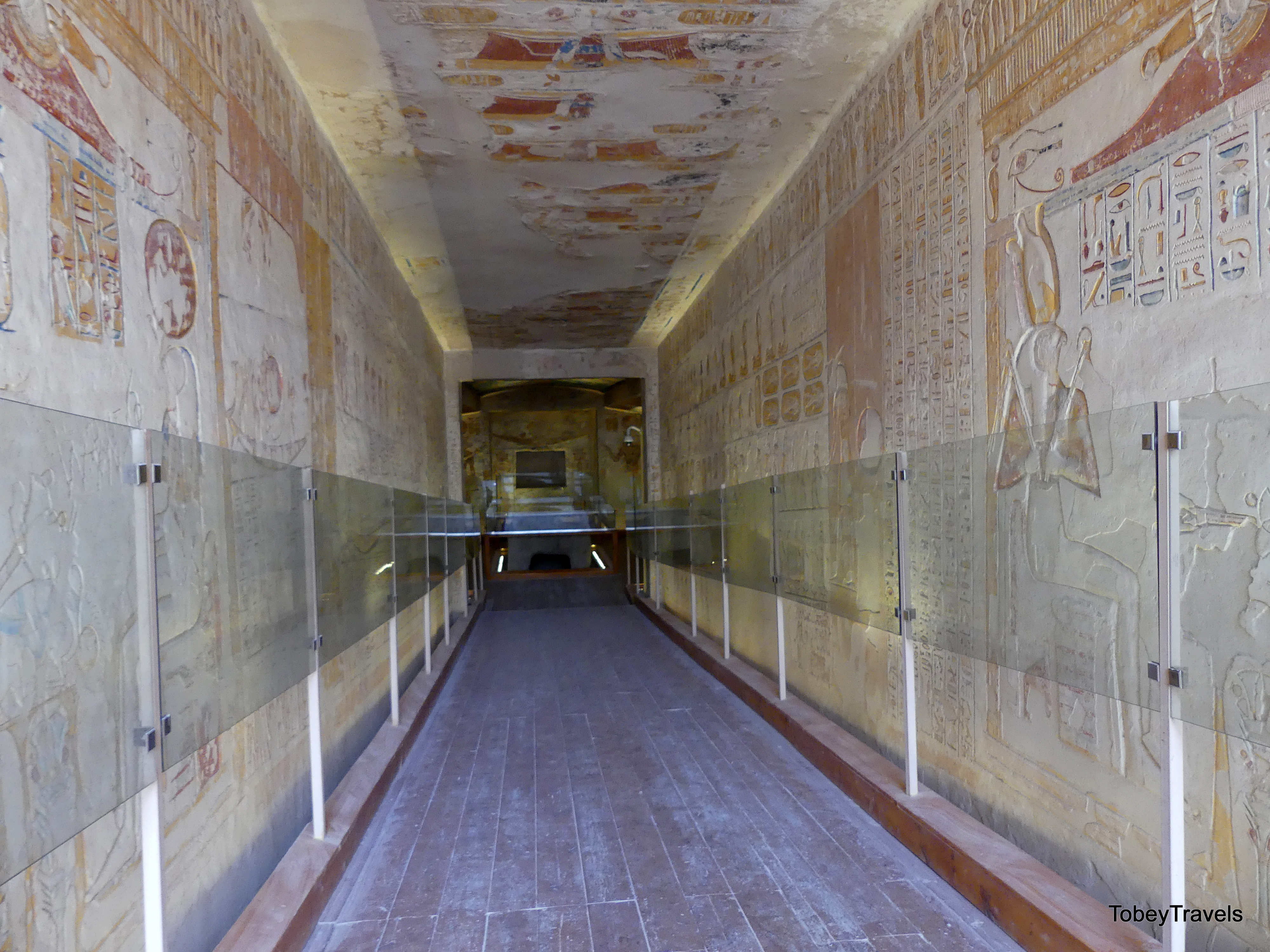
KV1 墓室走廊 B

KV1佈局以直線為軸，是當時陵墓的典型代表。拉美西斯三世以降的繼任者陵寢多沿用此佈局，且裝飾風格大同小異。KV1由入口、通道、墓室及走道盡頭的房間四個部分組成。
拉美西斯七世於其在位第7年過世，其墓室原先之設計為走廊，後改建，而修建陵墓盡頭其他房間的計畫也被迫中止。

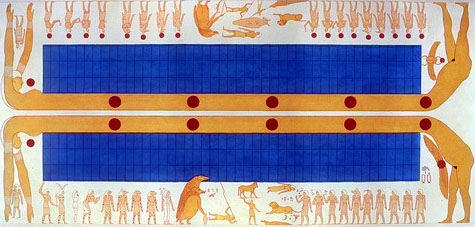
KV1天花板上的努特像

墓室通道的装饰包含《地狱之书》、《洞穴之書》以及《大地之書》的圖像，牆上則摘錄《地狱之书》。KV1的風格與拉美西斯六世的KV9非常相似，但KV1的天花板繪有努特，代表著前王朝時期法老陵寢風格。:166
在墓室內，岩石上被鑿出了一個凹陷，其上覆蓋著一個大致呈橢圓形，類似象形繭的倒置石箱。這是帝王谷中王室墓葬中最後一個放置石棺的已知案例，之後的墓葬則都僅有更深的坑穴，上覆墓蓋而已。KV1在古代即被盜墓賊闖入，木乃伊推測已經遺失，不過在「皇家藏匿墓」DB320中，與其他法老遺骸一同發現了四個刻有該法老名字的杯子。:167

## 古代訪客

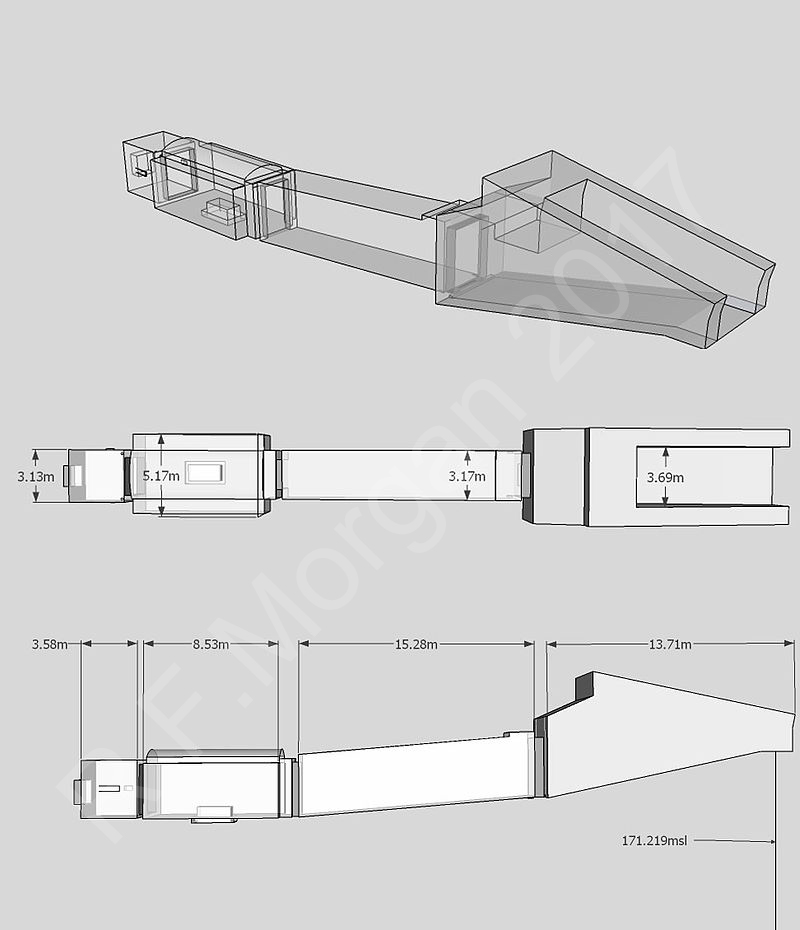
KV1 的等角、平面與立面圖

此墓是至少11座在古代就已對旅人開放的墓穴之一。證據為在 KV1內部共發現了132處由古希臘與羅馬訪客留下的題字:51。之後墓穴還曾被科普特修士作為居所。
最早到訪此地的歐洲人包括理查德·波科克，他參觀KV1，並在 1743年出版的《埃及觀察》 (Observations of Egypt) 中將其命名為「A墓」。:52-53
隨拿破崙遠征埃及而來的學者們測繪帝王谷，並在名錄中將 KV1 標記為「1er Tombeau」（即「第一號墓」）。:52-53

## 近年考古

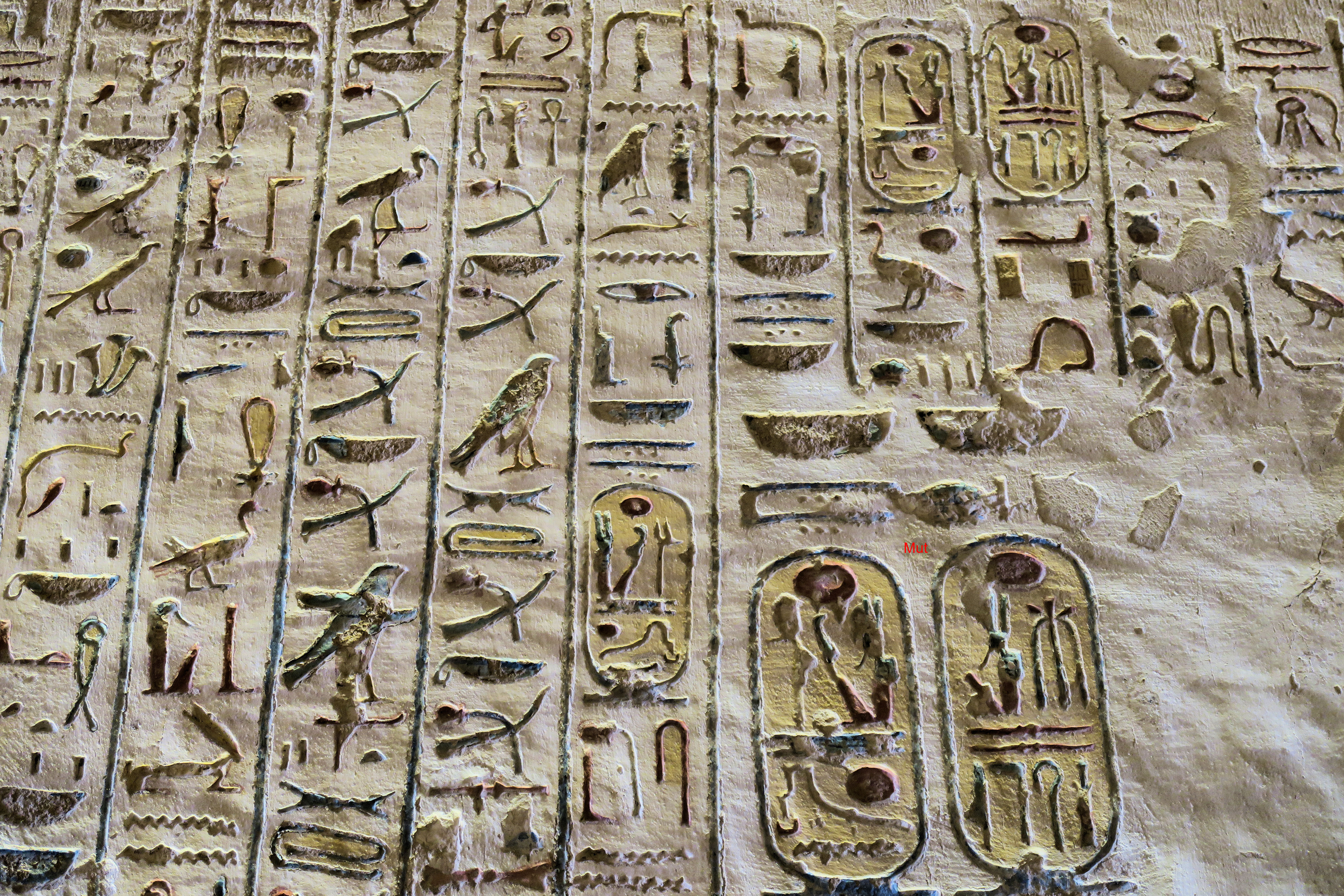
KV1墙壁的浮雕

雖然未有詳細記錄，但該墓在1950年代曾被清理。自1983年起，在加拿大皇家安大略博物館資助下，愛德溫·布羅克徹底挖掘了墓室地板，又在十年後挖掘墓室入口。:1661994年，埃及最高文物委員會清理了墓室牆面，並以灰泥修補裂縫。在此過程中，他們覆蓋了原本遺留於牆壁上的古代涂鸦。
布羅克在墓室裡發現了木塊、方解石和彩陶巫沙布提俑、由墓室藝術家繪製草圖的陶片（ostraca）、花環，以及大量同時期的陶器碎片。:167

## 書籍
- Hornung, Erik. . Mainz am Rhein: von Zabern. 1990. ISBN 978-3-8053-1067-3 （德语）.
- Siliotti, Alberto. . Amer Univ in Cairo Press. 2002. ISBN 978-977-424-718-7.

## 外部連結
- KV1（拉美西斯七世陵墓）照片和平面图